# Glycymeris glycymeris
Glycymeris glycymeris (Linnaeus, 1758) Piè d'asino è una specie di mollusco marino bivalve della famiglia Glycymerididae.
Caratterizzato, come tutte le specie del genere Glycymeris, da una conchiglia equivalve a cerniera tassodonte, di dimensioni medio-grandi, è diffuso in Europa su fondali marini stabili, poco profondi e con sedimenti a granulometria eterogenea.